# Klaus Schlichte

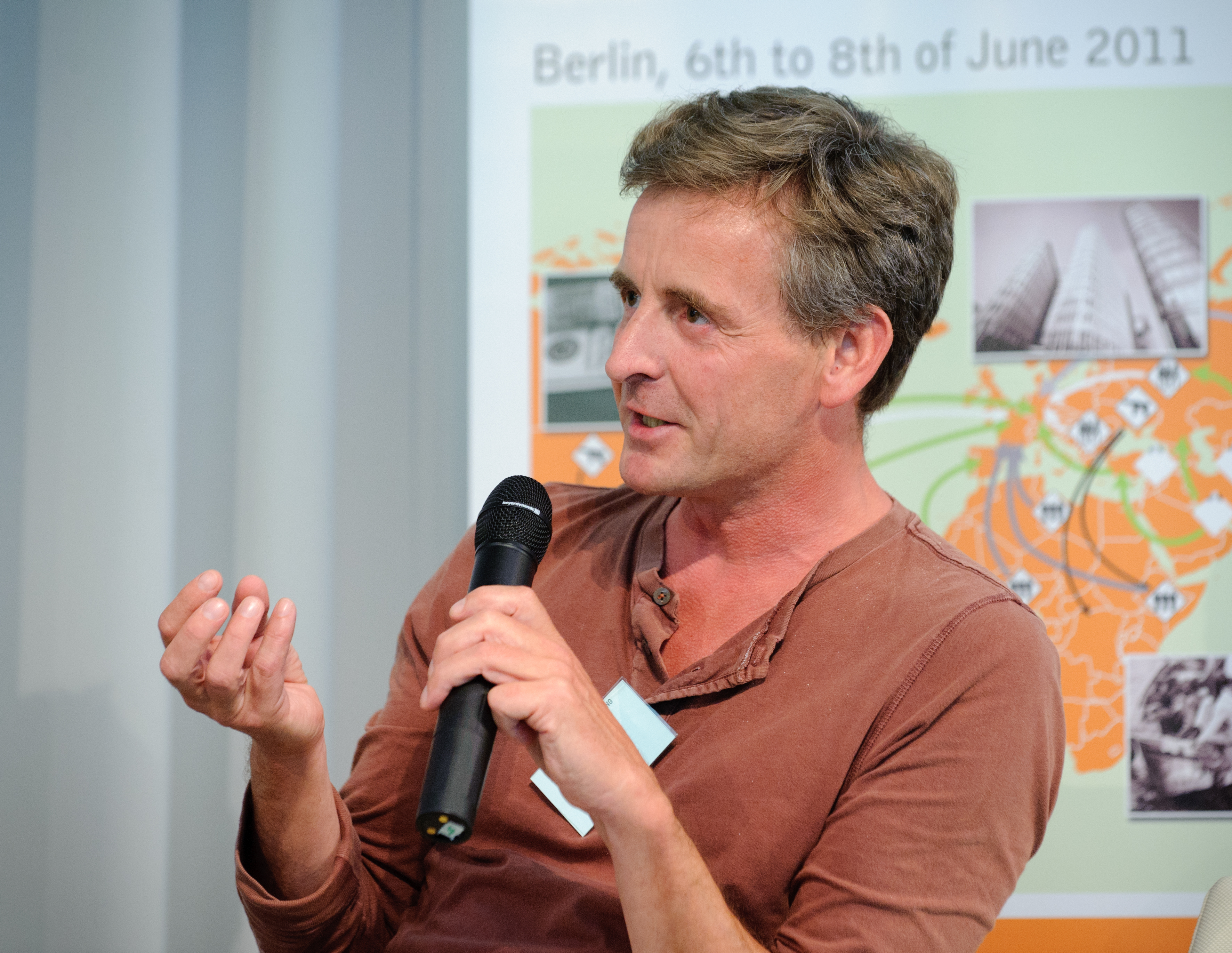
Klaus Schlichte (2011)

Klaus Schlichte (* 8. März 1963 in Diepholz) ist ein deutscher Politikwissenschaftler. Er ist Professor und Inhaber des Lehrstuhls „Internationale Beziehungen: Politik in der Weltgesellschaft“ an der Universität Bremen.

## Leben
Schlichte studierte Politikwissenschaft, Philosophie, Volkswirtschaftslehre  und Afrikawissenschaften an der Universität Hamburg und der Universität Bordeaux. Er promovierte 1995 in Hamburg mit dem Thema Vergesellschaftung in Afrika und habilitierte 2001 über den Staat in der Weltgesellschaft. Schlichtes Forschungsschwerpunkte sind: Soziologie und Geschichte internationaler Beziehungen, Krieg und Politik sowie Politische Soziologie der Weltgesellschaft. Seinen regionalen Schwerpunkt setzt er auf dem Balkan und im subsaharischen Afrika.
In seinen Forschungen entwickelt Klaus Schlichte eine politische Soziologie der Weltgesellschaft, die auf Theorien und Begriffe Max Webers, Norbert Elias’, Pierre Bourdieus und Karl Marx’ zurückgreift. Seine Arbeiten beschäftigen sich u. a. mit der Genese innerstaatlicher Kriege, der Dynamik staatlicher Herrschaft und bewaffneter Gruppen sowie mit der Internationalisierung von Politik in Regionen außerhalb der OECD.
Klaus Schlichte forscht und lehrt am Institut für Politikwissenschaft der Universität Bremen, wo er auch Sprecher des Instituts für Interkulturelle und Internationale Studien (InIIS) ist. In Bremen hat er den Lehrstuhl für Internationale Beziehungen und Weltgesellschaft inne. Von 2007 bis 2010 war er Professor für Politikwissenschaft an der  Otto-von-Guericke-Universität Magdeburg. Klaus Schlichte war zuvor Leiter der Nachwuchsforschergruppe Mikropolitik bewaffneter Gruppen an der Humboldt-Universität zu Berlin (2001–2008, personenbezogene Förderung der Volkswagen-Stiftung) sowie Wissenschaftlicher Mitarbeiter an der Universität Hamburg (1993–1996, 1998–2000) und am Deutschen Orient-Institut (2001). Am Maison des Sciences de l’Homme in Paris war Schlichte „chercheur invité“ (1996), in den Jahren 1997 und 1998 Visiting Lecturer an der Henry M. Jackson School for International Studies der University of Washington, Seattle. Feldforschungen hat er in Senegal und Mali (1994), in Liberia (1996), in Uganda (1998, 1999, 2004, 2014, 2018, 2019, 2023) und in Serbien (2003, 2005) durchgeführt. Im Jahr 2012 war er Gastprofessor auf dem Alfred-Grosser-Lehrstuhl am Institut d’Etudes Politiques (Sciences Po), Paris, und im Jahr 2015 Senior Fellow am Käte-Hamburger-Kolleg in Duisburg.

## Schriften (Auswahl)
- "The Historicity of International Politics. Imperialism and the Presence of the Past" (Hrsg. mit Stephan Stetter), Cambridge: Cambridge University Press, 2023.
- "The Political Anthropology of Internationalized Rule", (Hrsg. mit Sarah Biecker), London: Rowman & Littlefield, 2021.
- Theorien der Gewalt (zus. m. T. Koloma Beck), Hamburg: Junius, 2014.
- In the Shadow of Violence. The politics of armed groups, Frankfurt a.M: Campus Verlag/Chicago (IL): Chicago University Press, 2009.
- "Politik der Unentschiedenheit. Vom Umgang der internationalen Politik mit Kriegsflüchtlingen", (Hrsg., mit Grete Misselwitz), Bielefeld: Transkript, 2010.
- Der Staat in der Weltgesellschaft. Politische Herrschaft in Afrika, Asien und Lateinamerika, Frankfurt am Main / New York: Campus Verlag, 2005 (Ausgezeichnet mit dem Förderpreis der Deutschen Vereinigung für Politische Wissenschaft 2006 "Beste Post-Doc Monographie").
- "The Dynamics of States. The formation and crisis of state domination outside the OECD" (Hrsg.), Aldershot: Ashgate, 2005.
- Kriege in der Weltgesellschaft. Empirische Analysen und strukturgeschichtliche Erklärung (zus. m. D. Jung u. J. Siegelberg), Wiesbaden: Westdeutscher Verlag, 2003.
- Klaus Schlichte; Julia Sievers: Einführung in die Arbeitstechniken der Politikwissenschaft. 3. Auflage. Wiesbaden, Springer Fachmedien, 2015, ISBN 978-3-531-93444-0, 179 S.